# Спек
Спек (на италиански: Speck) или Шпек (на немски: Speck) е вид италианско, австрийско и немско сушено месо, произхождащо от историко-географския регион Тирол и обикновено получено от свински бут, подложен на процес на опушване на студено.
Разпространен е в италианските региони Венето и Вале д'Аоста, в италианските автономни провинции Южен Тирол (Алто Адидже) и Трентино, в алпийската долина Валтелина, в северноиталианската историческа област Фриули, в австрийската провинция Каринтия и в северноиталианската и западноавстрийска историческа област Тирол.

## История
Традицията и историците проследяват производството на консервирано месо до периода на лангобардските нашествия. Първото историческо свидетелство за спека обаче датира от началото на 13 век. Всъщност по онова време в Южен Тирол е възможно да се запази месото благодарение на специална комбинация от опушване и сушене на въздух. През вековете изкуството за сухо осоляване и опушване е усъвършенствано с „тайни” рецепти, използвани от местните производители.

## Видове спек
Спек Алто Адидже (Speck Alto Adige) получава през 1996 г. признанието за географски указания и храни с традиционно специфичен характер (на итал. IGP, Indicazione geografica protetta). Спекът, произвеждан в Южен Тирол, който не попада в спецификацията нa IGP и който се произвежда в Трентино, се признава за традиционен местен хранителен продукт.
Други варианти на спек се произвеждат в Австрия, два от които получават марката IGP: Tiroler Speck и Gailtaler Speck.
В италианския регион Вале д'Аоста през 2008 г. известна местна фабрика за колбаси след две години експерименти започва производството на Reinhold Speck - вид пушен спек с алпийски ароматни растения.
Друга типична продукция е тази на Спек от Саурис – традиционен продукт от село Саурис, разположено на 1200 метра надморска височина във Фриули, Северна Италия с немски произход и език.

### Списък на вариантите
- Бекон, напр. Frühstücksspeck (шпек закуска) в Германия
- Гайталски шпек от Австрия, със статут на g.g.A. (на итал. IGP), който се произвежда от 15 век в долината Гайл (Gail, Gailtal) в Каринтия
- Гуанчале, от Италия
- Лардо, от Италия, с много подразновидности
- Панчета, от Италия
- Шинкеншпек (Schinkenspeck), немска „шунка бекон“, обикновено направен от плосък разрез на шунка с мазнина от едната страна, наподобяващ бекон, и традиционно киснат няколко дни в саламура със зърна хвойна и черен пипер.
- Спек Саурис IGP, от Саурис, близо до Фриули, Италия
- Спек Алто Адидже IGP, Италия
- Тиролски шпек от австрийския регион Тирол, който има статут на g.g.A. и се произвежда най-малко от 15 век.
- Украинска salo (сланина)
- Proshute, албански спек

## Спек като неразделна част от традиционната Южнотиролска следобедна закуска
В южнотиролската традиция спек е храната, консумирана от фермерите и е източник на енергия по време на работа на полето. С течение на времето той става и главен герой на банкетите по случай тържества и церемонии за посрещане. Тази последна функция е предадена и до наши дни: спек, заедно с черен ръжен хляб и вино или бира, е ключовият елемент от типичната южнотиролска „следобедна закуска“, консумирана и предлагана като символ на гостоприемство.
Brettljause е името на типичната тиролска закуска (на южнотиролски диалект се нарича Marende) – обичай, който произлиза именно от селската традиция и който все още е жив във ферми и колиби. Състои се от блюдо със спек, колбаси, традиционни кашкавали и сирена, и краставици, придружени от домашен хляб и вино. В Marende спекът трябва да бъде добре подправен и се сервира като цяло парче около 3 см широко, след което се нарязва на малки парченца.